# Christophe Colard
Pour les articles homonymes, voir Colard.
Christophe Colard est un architecte graylois né le 24 juillet 1805 à Belfort et mort le 14 décembre 1886 à Gray.

## Biographie
Christophe Colard fut nommé architecte voyer de l'arrondissement de Gray en 1831 et architecte des hospices de Gray en 1842.
Il a fait les plans de nombreuses églises (voir liste ci-dessous) et a aussi travaillé pour des édifices publics (fontaines, mairies, écoles).

## Principales réalisations

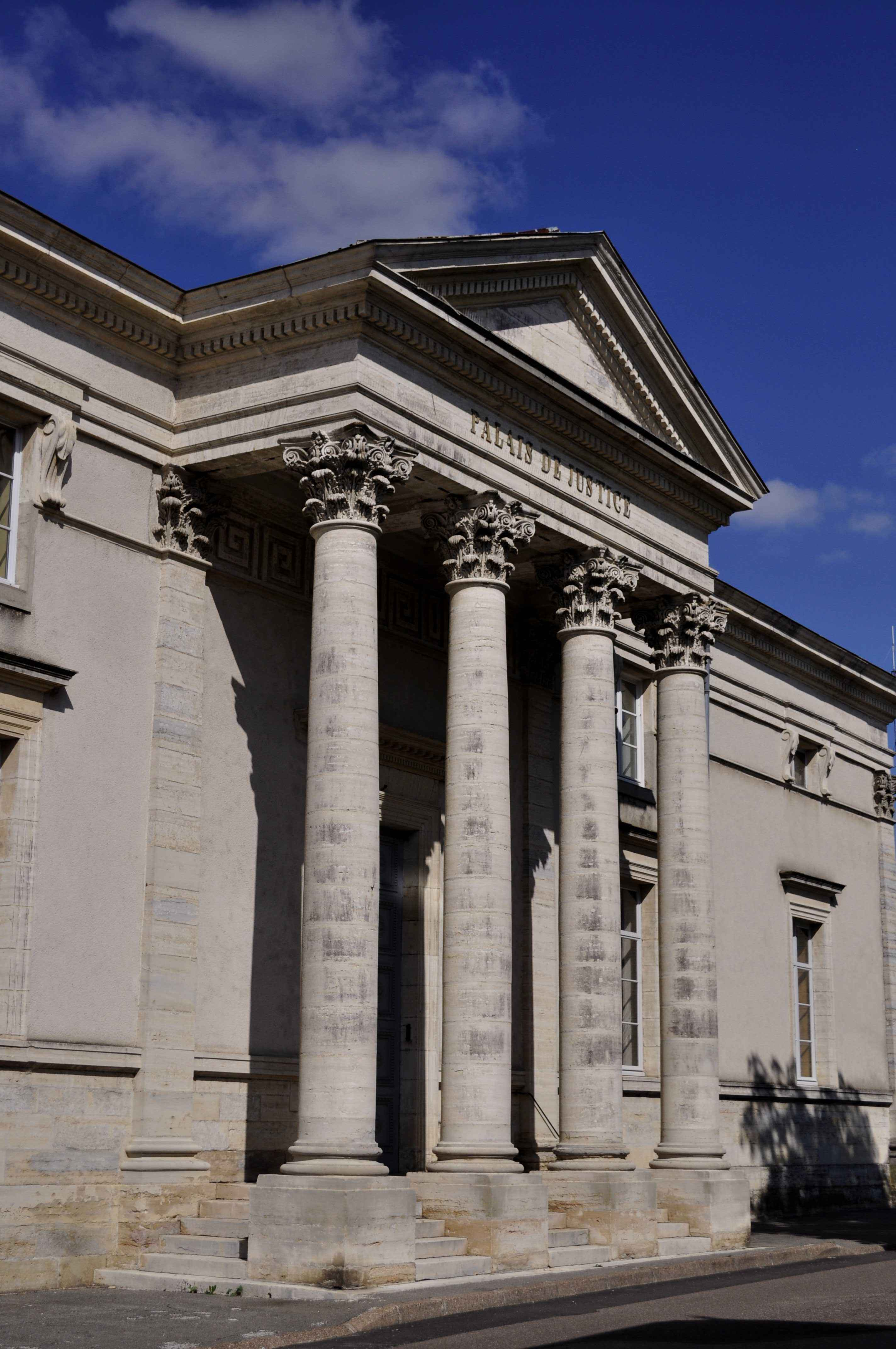
Palais de Justice de Gray.

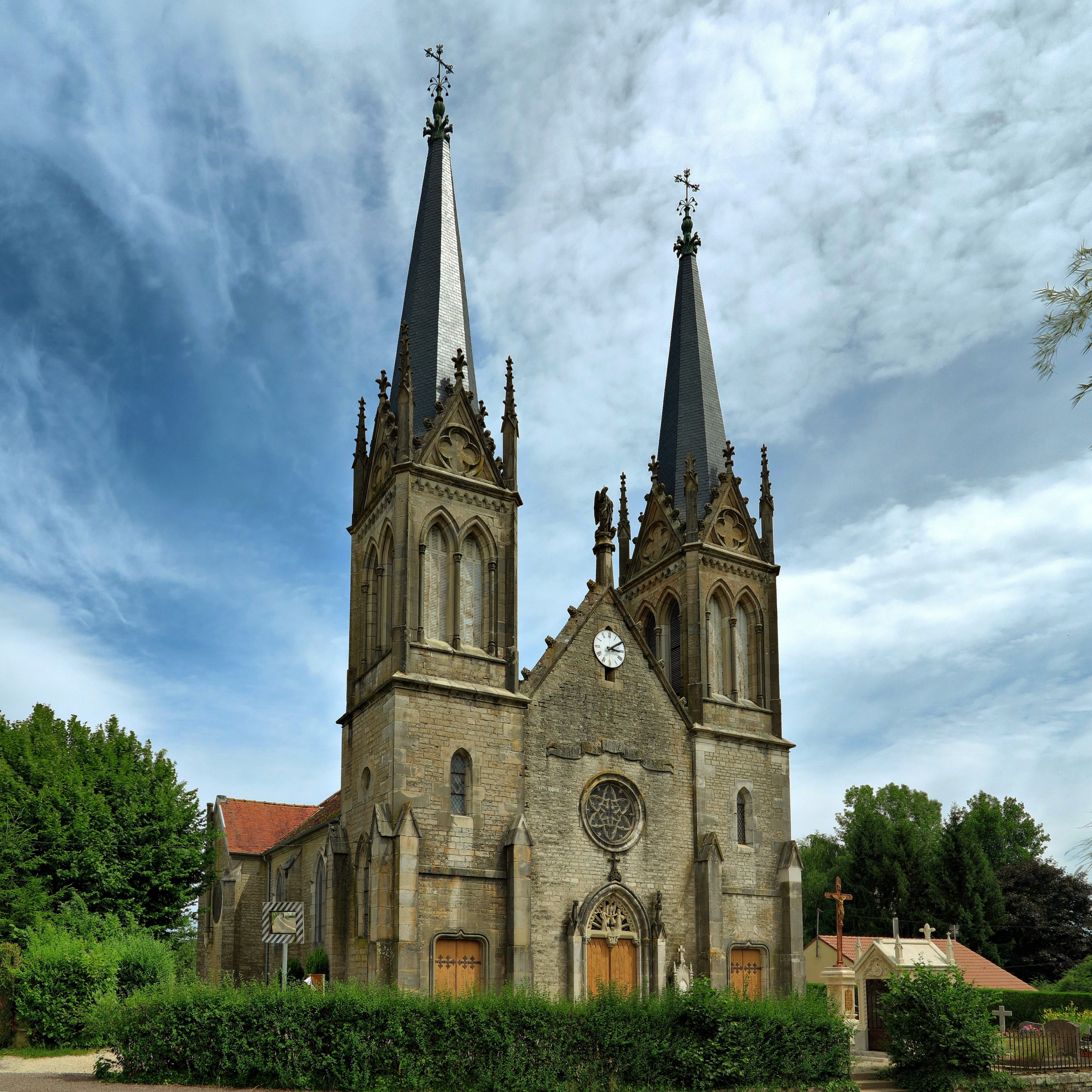
L'église de la Sainte-Trinité de Bonnevent.

### Gray
- Palais de Justice[3] (1833-1836)
- Hôtel de ville (Aménagements intérieurs et consolidation de l'édifice)[4] (1837)
- Hôtel-Dieu (Grille de la cour des militaires, agrandissement par un grand corps de bâtiment longitudinal) [5] (1849, 1850)
- Fontaine Saint-Pierre-Fourier[6] (1855-1860)
- Fontaine dite François Devosge et fontaine dite Romé-de-l'Isle[7] (1857)
- Fontaine, lavoir dite fontaine de la Charité[8] (1872)

### Haute-Saône
- Église de la Sainte-Trinité de Bonnevent-Velloreille[9] (1838-1851)
- Fontaine-lavoir de Montboillon[10] (1838)
- Fontaine-lavoir de Montagney[11] (1844)
- Lavoir Nord de Oyrières (1845-1846)
- Église paroissiale Notre-Dame-de-l'Assomption de Charcenne[12] (1845-1847)
- Grande fontaine d'Igny[13] (1849-1852)
- Fontaine de La Chapelle-Saint-Quillain[14] (1852)
- Église Saint-Léger de Fresne-Saint-Mamès[15] (1858/1868)
- Mairie de La Résie-Saint-Martin [16] (1859-1861)
- Presbytère de Bucey-lès-Gy[17] (1860)
- Fontaine-lavoir de La Résie-Saint-Martin[18] (1860-1863)
- Fontaine-lavoir de Vaux-le-Moncelot[19] (1861)
- Ecole de La Résie-Saint-Martin[20] (1863-1867)
- Fontaine-lavoir de Chevigney[21] (1864)
- Fontaine de Velesmes-Échevanne[22] (1864)
- Église de Velloreille-lès-Choye[23] (1873)
- Lavoir d'Aubigney[24] (1880)
- lavoir de Theuley[25] (1887)
- Lavoir de Vellemoz[26]
- Fontaine-lavoir de Choye